# Bohlendachvej
Bohlendachvej er en vej beliggende på Frederiksholm i København. Vejen udspringer fra Galionsvej og er opkaldt efter den særlige tagkonstruktion, bohlendach, som findes på en magasinbygning langs vejen.

## Historie
Magasinbygningen blev opført i 1801 og tegnet af arkitekten Boye Junge Magnus (1748-1814). Bygningen blev oprindeligt anvendt til opbevaring af raperter, de slæder, som skibenes kanoner stod på om bord. Tidligere lå Søværnets Museum i bygningen. Syd for Frederiksholm, ved Snedkergraven, ligger Holmens bådeværft, opført i 1867. Værftet blev brugt til at bygge og reparere mindre fartøjer, herunder redningsbåde.
Den 121 meter lange værftsbygning, der blev tegnet af arkitekten C. T. Andersen (1835-1916), er i dag fredet og ombygget til 18 lejligheder. Ombygningen blev udført af 2L Arkitekter.